# Уграндити
Уграндити, Уґрандити (рос. уграндиты, англ. ugrandites, нім. Ugrandite m pl) — групова назва ґранатів, які містять кальцій:
- уваровіту (У),
- гросуляру (ҐР),
- андрадиту (АНД).

Існує неперервний перехід від гросуляру до андрадиту й, імовірно, до уваровіту. Містять до 20 % піральспітового компонента. (A.N.Winchell, 1926).
Основна хімічна формула — Ca3X2(SiO4)3, де X — це хром, алюміній чи ферум.
Також до уграндитів відносять й інші кальцієві гранати:
- Голдманіт
- Гібшит[it]
- Катоїт
- Кімзеїт
- Шорломіт